# Michael Mäde
Michael Mäde-Murray (* 10. April 1962 in Karl-Marx-Stadt; † 8. September 2023 in Berlin) war ein deutscher Dramaturg und Schriftsteller. Des Weiteren war er Autor für den Kulturteil der Tageszeitung Junge Welt, deren Junge-Welt-Shop er ebenso leitete wie deren Ladengalerie, in der er die Veranstaltungen der Jungen Welt organisierte.

## Leben und Wirken
Michael Mäde war der Sohn des langjährigen Generaldirektors (1976 bis 1989) der DEFA, Hans Dieter Mäde und der Schauspielerin Karin Lesch. Er hatte eine Schwester.
Mäde war Leutnant des Wachregiments „Feliks Dzierzynski“ des Ministeriums für Staatssicherheit.
Mäde studierte bis 1988 Dramaturgie und Filmwissenschaft an der Hochschule für Film und Fernsehen Potsdam und war anschließend als Dramaturg bei der DEFA tätig. Nach 1990 arbeitete er als kaufmännischer und künstlerischer Leiter in verschiedenen Medienunternehmen, so laut einem Focus-Artikel als Geschäftsführer der medial 1998 in die Schlagzeilen geratenen HDO-Gesellschaft sowie als „Statthalter der von PDS-Chef Lothar Bisky mit SED-Parteivermögen gegründeten EMG (Elektronische Medien Forschungsgesellschaft) in Oberhausen“. Die EMG mbH, deren Mitgeschäftsführer Mäde bei der Gründung war, hatte ab 1990 ihren Hauptsitz in Berlin-Mitte (Rosenstraße, ehemaliges VOB Zentrag Gebäude).
In der späten DDR war Mäde Mitglied der Initiative für eine Vereinigte Linke (VL), für die er am Runden Tisch teilnahm. Nach dem Zerfall der VL engagierte er sich politisch für eine Westausdehnung der PDS. Nach dem weitgehenden Scheitern des Geraer Dialoges zog er sich aus der Parteipolitik zurück und organisierte Auftritte und Lesungen linker Künstler.
Mäde verfasste Lyrik und Prosa, die in Anthologien und Literaturzeitschriften veröffentlicht wurden. Ab 2002 war er Mitglied im Verband Deutscher Schriftsteller.
Michael Mäde starb am 8. September 2023 nach schwerer Krankheit im Alter von 61 Jahren in Berlin.

## Einzeltitel
- Merkliche Veränderung. Gedichte. Horlemann Verlag, Bad Honnef 2001, ISBN 3-89502-123-7.
- Spiel mit Maurice. Roman. Wiesenburg Verlag, Schweinfurt 2001, ISBN 3-932497-62-7.
- Bomben & Landnahme. Notate und Targets wider den allgegenwärtigen Krieg. Gedichte. Vorwort von Jutta Ditfurth, Edition Kunstquartier, Berlin 2003, ISBN 3-8330-1148-3.
- Wider die Ruhe. Gedichte. Wiesenburg Verlag, Schweinfurt 2004, ISBN 3-937101-10-1.
- Balance am Rand. Gedichte. Edition Schwarzdruck, Berlin 2004, ISBN 3-935194-16-1.
- Don’t be a stranger. Gedichte. Trafo-Verlag 2007, ISBN 978-3-89626-643-9.
- Vor dem großen Krieg. Gedichte. Verlag Wiljo Heinen, Berlin/Böklund 2016, ISBN 978-3-95514-027-4.
- Foto ohne Retusche. Ein Bericht. Gedichte. Verlag Wiljo Heinen, Berlin/Böklund 2017, ISBN 978-3-95514-033-5.
- 100. Eine Werkauswahl. Verlag Wiljo Heinen, Berlin/Böklund 2020, ISBN 978-3-95514-044-1.